# 진사 (가수)
진사(중국어: 金莎, 병음: Jīn Shā 진사[*], 영문명 Kym, 1981년 3월 14일 ~ )는 중화인민공화국의 아이돌 가수이다.

## 생애
2003년 TV 드라마 '18세의 하늘(十八歲的天空)'에서 남비림(藍菲琳, Lan Feilin)역으로 데뷔하였고, 가수 아두(阿杜)의 뮤직비디오 출연으로 인기를 얻었다. 2005년에 해접(海蝶)음악공사를 통해 데뷔, 공기(空氣)라는 앨범을 발매하였다. 임준걸(林俊傑)과 기대애(期待爱)라는 노래를 듀엣으로 불렀다.
불가사의 (不可思议), 환계 (换季), 성월신화 (星月神話) 등의 곡에서는 작사, 작곡에 참여하기도 하였다.

## 출연 작품

### 드라마
- 《18세의 하늘》(2003년)
- 《신화》 (2010년)

### 개인 앨범
- 공기 (空气) (Air) - 2005년 4월 23일
- 불가사이 (不可思议) (Unbelievable) - 2006년 5월 28일
- 불가사이진사 (不可思议金选) (Unbelievable Jin Sha) - 2007년 3월 9일
- 환계 (换季) (New Season) - 2007년 5월 30일
- 성월신화 (星月神話) (Legends) - 2010 10월 27일

### 참여 앨범
- 기대애(期待爱)